# The Zhu Zhu Pets
The Zhu Zhu Pets è una serie animata per bambini di produzione americana-canadese sviluppata da Russ Hornsby. Si basa sul franchise americano ZhuZhu Pets di Cepia LLC. La serie è stata trasmessa negli USA il 12 settembre 2016 su canale Disney Channel. In Italia, la serie è stata trasmessa il 28 agosto 2017 su Frisbee.

## Trama generale
La serie parla di Frankie Pamplemousse, un'allegra bambina di 8 anni che possiede 4 criceti in Anytown.

## Personaggi

### Principali
- Frankie Pamplemousse: una bambina bionda di otto anni molto vivace che ama lo sport, lo skateboard e i suoi criceti, soprattutto Pipsqueak, che le assomiglia molto.
- Pipsqueak: è una cucciola di criceto dalla pelliccia gialla. È molto piccola e bassa, ma molto energica. È la leader degli Zhu Zhu nonché la preferita di Frankie. Il suo simbolo è una stella.
- Mr. Squiggles: è un criceto dalla pelliccia arancione e un po' spettinata. È molto intelligente e creativo. Il suo simbolo è una spirale.
- Num Nums: è una cucciola di criceto viola. Porta degli occhiali tondi rosa ed è un po' timida e timorosa. Il suo simbolo è un cuore.
- Chunk: è un criceto dalla pelliccia celeste e un po' sovrappeso che ama mangiare di tutto. È anche molto forte e robusto. Il suo simbolo è un sole.
- Ellen Pamplemousse: è la madre di Frankie. Ha i capelli viola e gli occhi verdi.
- Stanley Pamplemousse: è il padre di Frankie. Ha i capelli neri e gli occhi scuri e porta degli occhiali arancioni.

## Doppiaggio
| Personaggio          | Doppiatore originale | Doppiatore italiano   |
| -------------------- | -------------------- | --------------------- |
| Frankie Pamplemousse | Jenna Warren         | Alessia Amendola      |
| Pipsqueak            | Tajja Isen           | Tiziana Martello      |
| Mr. Squiggles        | Richard Binsley      | Luca Bottale          |
| Num Nums             | Stephany Seki        | Valentina Pallavicino |
| Chunk                | Robert Tinkler       | Francesco Mei         |
| Ellen Pamplemousse   | Stacey DePass        | Roberta greganti      |
| Stanley Pamplemousse | Zachary Bennett      | Gianluca Iacono       |

## Episodi
| nº | Titolo originale                 | Titolo italiano              | Prima TV originale                             | Prima TV Italia   |
| -- | -------------------------------- | ---------------------------- | ---------------------------------------------- | ----------------- |
| 1  | Happy Bounciversary              | Buon Saltanniversario        | 12 settembre 2016                              | 28 agosto 2017    |
| 1  | Say It Don't Spray It            | Dire che non lo spruzza      | 12 settembre 2016                              | 28 agosto 2017    |
| 2  | Home Run Hamsters                | Home Hamster correre         | 13 settembre 2016                              | 28 agosto 2017    |
| 2  | Chip off the Old Chunk           | Chip fuori dal vecchio Chunk | 13 settembre 2016                              | 28 agosto 2017    |
| 3  | Walter-Gate                      | Walter-Gate                  | 14 settembre 2016                              | 6 settembre 2017  |
| 3  | Janitor Day                      | La giornata del padrone      | 14 settembre 2016                              | 6 settembre 2017  |
| 4  | Goldfish Fingers                 | Dita dei pesci Rossi         | 15 settembre 2016                              | 7 settembre 2017  |
| 4  | Skate-lebrity                    | Lo Skate-lebrità             | 15 settembre 2016                              | 7 settembre 2017  |
| 5  | Zombie Sleep Over                | il pigiama degli zombi       | 16 settembre 2016                              | 8 settembre 2017  |
| 5  | The No-Kart Race                 | La corsa No-Kart             | 16 settembre 2016                              | 8 settembre 2017  |
| 6  | Storming the Cat Castle          |                              | 7 ottobre 2016                                 | 11 settembre 2017 |
| 6  | Ha Ha Hamsters                   |                              | 7 ottobre 2016                                 | 11 settembre 2017 |
| 7  | Fur-Vivor                        |                              | 21 ottobre 2016                                | 12 settembre 2017 |
| 7  | Zhuper Girl                      |                              | 21 ottobre 2016                                | 12 settembre 2017 |
| 8  | Wingin' It                       |                              | 15 gennaio 2017 (online) 11 febbraio 2017 (TV) | 13 settembre 2017 |
| 8  | Friendship Friend-zy             |                              | 15 gennaio 2017 (online) 11 febbraio 2017 (TV) | 13 settembre 2017 |
| 9  | Dreams O'Clock                   |                              | 21 gennaio 2017                                | 14 settembre 2017 |
| 9  | Badge to the Bone                |                              | 21 gennaio 2017                                | 14 settembre 2017 |
| 10 | Full Groan                       |                              | 22 gennaio 2017                                | 15 settembre 2017 |
| 10 | The Shell Game                   |                              | 22 gennaio 2017                                | 15 settembre 2017 |
| 11 | If Wishes Were Rainbows          |                              | 28 gennaio 2017                                | 18 settembre 2017 |
| 11 | Deja Zhu                         |                              | 28 gennaio 2017                                | 18 settembre 2017 |
| 12 | A Total Bust a Move              |                              | 29 gennaio 2017                                | 19 settembre 2017 |
| 12 | The Grand ZhuZhu Pets Hotel      |                              | 29 gennaio 2017                                | 19 settembre 2017 |
| 13 | Zhu Years Eve                    |                              | 7 gennaio 2017                                 | 20 settembre 2017 |
| 13 | Lookies for Cookies              |                              | 7 gennaio 2017                                 | 20 settembre 2017 |
| 14 | The Pumpkin Whisperers           |                              | 4 febbraio 2017                                | 6 novembre 2017   |
| 14 | Zhuper Zhide Kicks               |                              | 4 febbraio 2017                                | 6 novembre 2017   |
| 15 | The Wrong Stuff                  |                              | 5 febbraio 2017                                | 7 novembre 2017   |
| 15 | Chunklette's Web                 |                              | 5 febbraio 2017                                | 7 novembre 2017   |
| 16 | Story Book It                    |                              | 17 giugno 2017                                 | 8 novembre 2017   |
| 16 | Hairible Mistake                 |                              | 17 giugno 2017                                 | 8 novembre 2017   |
| 17 | Weathering Heights               |                              | 24 giugno 2017                                 | 9 novembre 2017   |
| 17 | The Trashing of Zhuper Girl      |                              | 24 giugno 2017                                 | 9 novembre 2017   |
| 18 | Zhurassic Park                   |                              | 14 agosto 2017                                 | 10 novembre 2017  |
| 18 | Hamster a la Kart                |                              | 14 agosto 2017                                 | 10 novembre 2017  |
| 19 | Zhu and Improved                 |                              | 15 agosto 2017                                 | 13 novembre 2017  |
| 19 | The Unfortunate Cookie Crumbles  |                              | 15 agosto 2017                                 | 13 novembre 2017  |
| 20 | Now Zhu See Me, Now Zhu Don't    |                              | 16 agosto 2017                                 | 14 novembre 2017  |
| 20 | Walk a Mile in Our Zhus          |                              | 16 agosto 2017                                 | 14 novembre 2017  |
| 21 | Zhu Got Game                     |                              | 17 agosto 2017                                 | 15 novembre 2017  |
| 21 | And the Hammy Goes To            |                              | 17 agosto 2017                                 | 15 novembre 2017  |
| 22 | Pranksters' Paradise             |                              | 18 agosto 2017                                 | 16 novembre 2017  |
| 23 | Ball in a Day's Work             |                              | 21 agosto 2017                                 | 17 novembre 2017  |
| 23 | How Zhu Get Ahead in Advertising |                              | 21 agosto 2017                                 | 17 novembre 2017  |
| 24 | Zhuper Girl in a Jam             |                              | 22 agosto 2017                                 | 20 novembre 2017  |
| 24 | Frankielocks and the 4 Zhus      |                              | 22 agosto 2017                                 | 20 novembre 2017  |
| 25 | Your Days Are Num Num Numbered   |                              | 23 agosto 2017                                 | 21 novembre 2017  |
| 25 | Zhus the Boss                    |                              | 23 agosto 2017                                 | 21 novembre 2017  |
| 26 | Zhu Land                         |                              | 24 agosto 2017                                 | 22 novembre 2017  |